# Mesquita Yukhari Govhar Agha
La Mesquita Yukhari Govhar Agha (en àzeri: Yuxarı Gövhar Ağa məscidi) és una mesquita xiïta de Susa, a la regió d'Alt Karabakh. La mesquita també es diu Boyuk Juma ('Gran Mesquita') de Govhar Agha (en àzeri: Gövhər Ağanın Cümə məscidi).

## Història

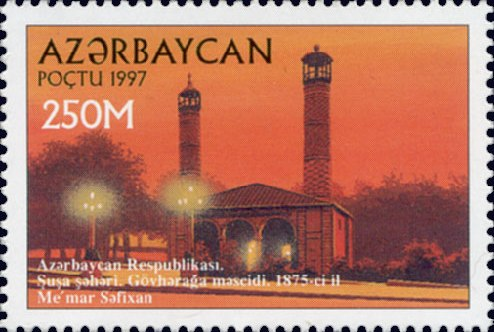
La mesquita en un segell de correus de l'Azerbaidjan

Yukhari Govhar Agha significa 'Mesquita Superior Govhar Agha' en àzeri, i es refereix a la ubicació de la mesquita a la banda de dalt de Şuşa per distingir-la de la Mesquita Ashaghi Govhar Agha, mesquita del mateix nom situada a la secció inferior de la ciutat. Totes dues se'n consideren símbols de Şuşa i obres mestres de l'arquitectura oriental. La Mesquita Yukhari Govhar Agha és a la plaça principal de Şuşa, al carrer Yusif Vazir Chamanzaminli, i el conjunt inclou una madrassa, botigues i cases construïdes pel mateix arquitecte. Segons l'historiador i autor de Karabakh-name, Mirza Jamal Karabakhi, la mesquita es va construir per ordre d'Ibrahim Khalil Khan el 1768 (1182 segons el calendari musulmà), però es va aturar un llarg temps. La construcció es reinicià i completà el 1883-1885 per l'arquitecte Karbalayi Safikhan Karabakhi, ordenada per Govhar Agha, filla d'Ibrahim Khalil Khan.

## Exterior i interior
La sala d'oració de la mesquita Yukhari Govhar Agha té tres naus en forma quadrada (190-185 m) dividida per 6 columnes de pedra. La terrassa de tres bigues a la secció nord de la mesquita li dona forma rectangular (26,5 × 21,5 m). La mesquita té dos minarets. Els balcons solien albergar les dones de la sala d'oració. L'interior de la sala d'oració rep llum de les finestres dobles. Els dos minarets de la façana formen la veranda. L'edifici fou construït en pedra, i els dos minarets de rajola, tenen forma cilíndrica, amb cinyells horitzontals amb cada secció. El mateix patró de construcció es pot veure en la majoria de les mesquites del Karabakh construïdes per Kerbalayi Safi Khan Karabakhi.(1)

## Situació en elseglexxi

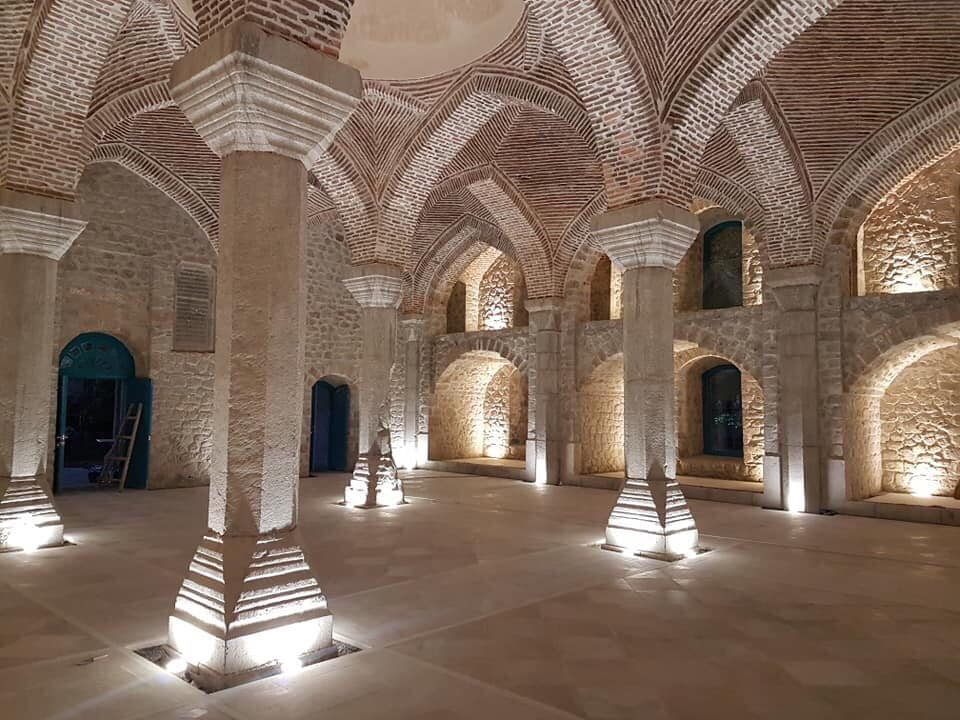
L'interior renovat de la mesquita

Després de la invasió de Şuşa per forces armènies d'Artsakh, la mesquita deixà de funcionar. Després d'una petita restauració al 2008-2009, en què se'n va reconstruir el sostre, uns funcionaris del Ministeri d'Economia de Nagorno-Karabakh ordenaren un projecte de restauració, i contractaren experts iranians per a dur-ne a terme els treballs. Els funcionaris azerbaidjanesos expressaren descontentament amb el projecte de restauració, i el vicepresident del Comité Estatal de Treball amb Organitzacions Religioses Gunduz Ismayilov afirmà que «la intenció d'Armènia de restaurar la històrica mesquita azerbaidjanesa de Şuşa era un intent d'encobrir el vandalisme fet als monuments culturals i religiosos de l'Azerbaidjan en els territoris envaïts».